# VM i judo 1961
VM i judo 1961 var det tredje verdensmesterskab for herrer og blev afholdt i Paris i Frankrig den 2. december 1961.

## Medaljeoversigt

### Herrer
| Vægtklasse | Guld          | Sølv      | Bronze                   |
| ---------- | ------------- | --------- | ------------------------ |
| Åben       | Anton Geesink | Koji Sone | Kim Eui-tae Takeshi Koga |

### Medaljefordeling
| Rank              | Nation            | Guld | Sølv | Bronze | Total |
| ----------------- | ----------------- | ---- | ---- | ------ | ----- |
| 1                 | Holland (NED)     | 1    | 0    | 0      | 1     |
| 2                 | Japan (JPN)       | 0    | 1    | 1      | 2     |
| 3                 | Sydkorea (KOR)    | 0    | 0    | 1      | 1     |
| Total (3 nations) | Total (3 nations) | 1    | 1    | 2      | 4     |

## Ekstern henvisning
- Videooptagelser af VM i judo 1961 hentet 13. august 2021